# نيكول كيليان
نيكول كيليان (بالإنجليزية: Nicole Killian)‏ هي فنانة أمريكية، ولدت في 16 سبتمبر 1982 في بوفالو في الولايات المتحدة.